# Padri e figlie
Padri e figlie (Fathers & Daughters) è un film del 2015 diretto da Gabriele Muccino.
Nell'arco narrativo di 25 anni, il film racconta il rapporto tra un padre e una figlia. Tra gli interpreti principali figurano Russell Crowe, che è anche produttore esecutivo, Amanda Seyfried, Aaron Paul, Diane Kruger, Octavia Spencer e Jane Fonda.

## Trama
La narrazione procede su due binari paralleli: uno ambientato nel passato e uno nel presente.
Nel 1989 Jake Davis è un affermato scrittore di successo, vincitore di un premio Pulitzer, che vive a New York con sua moglie e sua figlia, di nome Katie. Una sera, dopo un ricevimento in onore dell'ultimo libro, mentre tornano a casa in macchina, lui e la moglie sono vittime di un brutto incidente. Alla guida c'era Jake che, discutendo animatamente, non si era accorto della svolta di un tir; l'impatto era stato inevitabile. La donna muore sul colpo, mentre a lui restano gravi problemi di salute, soprattutto frequenti tremori e crisi epilettiche. In tali condizioni dovrà comunque crescere da solo sua figlia.
Tempo dopo, sotto consiglio del proprio medico e per il bene di sua figlia, cerca di curare i propri disturbi facendosi ricoverare per sette mesi in un ospedale psichiatrico. È quindi costretto a lasciare Katie dagli zii, William ed Elizabeth, membri dell'alta borghesia newyorkese. Elizabeth, in cuor suo, non ha mai perdonato a Jake la morte di sua sorella.
Sette mesi più tardi viene dimesso dall'ospedale e torna a riprendere la figlia. William ed Elizabeth però sono intenzionati ad adottare la bambina in quanto non lo ritengono in grado di provvedere al suo sostentamento, visto che si trova in gravi condizioni economiche. Jake rifiuta apertamente questa proposta ma dopo un'aggressione ai danni di William che lo aveva aspramente criticato riguardo alla sua salute e al suo ultimo libro, ampiamente disprezzato dalla critica, Jake spiana involontariamente la strada alle pratiche di affidamento della piccola. Con decine di testimoni presenti all'accaduto e un'immensa disponibilità economica per sostenere la battaglia legale, William ed Elizabeth fanno causa a Jake per l'adozione di Katie. Jake cerca disperatamente di scrivere un romanzo nel minor tempo possibile, lavorando notte e giorno, per guadagnare e dimostrare di essere un padre adeguato, ma tutto sembra insufficiente a contrastare i cognati.
Quando tutto sembra perduto, l'avvocato rivela che sono state scoperte tresche amorose di William con la sua segretaria che è incinta, e che Elizabeth ha chiesto il divorzio; i due hanno inoltre ritirato la causa per l'affidamento di Katie pertanto Jake può rimanere accanto alla figlia. Forte di queste notizie, con rinnovato entusiasmo, Jake scrive e pubblica quello che sarà il suo romanzo più famoso: Padri e Figlie, dedicato proprio al suo rapporto con Katie, la sua "patatina" ma il ritorno di una crisi epilettica lo coglie all'improvviso e gli fa perdere l'equilibrio, cade e sbatte violentemente la testa contro un termosifone, morendo sul colpo. Giorni dopo il funerale si viene a sapere che il suo ultimo romanzo ha vinto il premio Pulitzer, il secondo della sua carriera, ed è in cima alle classifiche delle vendite da molte settimane.
Nel 2014 Katie Davis è un'assistente sociale tirocinante che si sta laureando in psicologia. Conduce una vita sregolata fatta di serate sfrenate e sesso senza limiti, con molti partner diversi. Il suo datore di lavoro, la dott.ssa Corman, le affida il caso di una bambina di nome Lucy che non ha mai più parlato da quando sua madre è deceduta, mentre il padre sembra poco interessato a lei. Katie si rivede molto in quella bambina; giorno dopo giorno, con grande fatica e infrangendo alcune regole disposte dal rigido istituto in cui lavora, riesce a instaurare con lei un rapporto di fiducia, tanto da farla parlare appena prima che il caso le sia tolto per mancanza di progressi. 
Può quindi continuare ad occuparsi di Lucy fino a quando non verrà adottata.
Nel frattempo, in una delle sue solite serate trascorse nei pub notturni, Katie conosce un ragazzo, Cameron, accanito lettore delle opere di suo padre; il suo romanzo preferito è per l'appunto Padri e figlie. Questa passione per le opere di Jake, avvicina i due che finiscono per innamorarsi. La ragazza, che vedeva nel sesso occasionale un modo per cercare di colmare il vuoto affettivo lasciato dai suoi genitori e in special modo dal padre, si accorge per la prima volta di provare emozioni nuove e di essere davvero rapita sentimentalmente. Cameron e Katie decidono così di convivere nella casa di lei; come segno d'amore e convinta che la vita per lei sia finalmente a una svolta decisiva, la ragazza regala a Cameron il manoscritto originale di Padri e figlie.
Le cose si complicano quando Cameron cerca di portarla a casa dei genitori per farglieli conoscere; Katie si spaventa e scappa in preda al panico. L'insicurezza che prova e il dispiacere per questo gesto la portano a tradire Cameron con l'ennesimo ragazzo conosciuto in un locale. Non si preoccupa nemmeno di nascondere l'accaduto, inducendo così Cameron a scoprirlo e a lasciarla. Lui va via di casa molto arrabbiato, lasciandola in lacrime, disperata.
Un mese dopo Katie, poco prima di lasciare l'istituto in cui lavora, parlando con Lucy, riesce finalmente ad entrare in contatto con le emozioni che i tragici risvolti della sua triste storia suscitano in lei e ammette la propria paura di amare. Forte di questa consapevolezza, trova la forza di andare da Cameron, per scusarsi e confessargli tutto il proprio amore. Lo trova con un'amica con cui egli si stava confidando, ma riesce comunque a comunicargli la difficoltà di vivere senza di lui.
Con la morte nel cuore, decide di andarsene e lasciare Cameron libero, ma tornando a casa dopo una lunga camminata, lo trova ad aspettarla seduto sui gradini. L'aveva preceduta in auto col desiderio di recuperare il loro amore.

## Produzione
Muccino è stato scelto per dirigere il film durante il Festival di Cannes 2013. La sceneggiatura è stata scritta dal drammaturgo Brad Desch, alla sua prima sceneggiatura per il cinema, inclusa nella black list del 2012.
Con un budget di 16 milioni di dollari, le riprese sono iniziate il 14 marzo 2014 a Pittsburgh.
Inizialmente James Horner era stato scelto per comporre le musiche,  ma in seguito è stato sostituito da Paolo Buonvino.

## Promozione
Il 31 agosto 2015 esce il trailer italiano distribuito nelle sale cinematografiche italiane dal 1º ottobre 2015.